# Pinky Violence
Pinky Violence ist die Bezeichnung für eine Reihe von Exploitationfilmen, die in der ersten Hälfte der 1970er-Jahre von der japanischen Firma Tōei produziert wurden. Charakteristisch ist die Vermischung von Actionfilm- und Pinku-Eiga-Elementen. Im weiteren Sinne wird der Begriff auch als Genrebezeichnung verwendet und schließt dann vergleichbare Filme anderer Studios mit ein.

## Entstehung
Gegen Ende der 1960er-Jahre hatte sich die Position der großen japanischen Produktionsfirmen wie Tōei und Nikkatsu auf dem Markt verschlechtert. Durch importierte ausländische Filme und das aufkommende Fernsehen war die Lage für sie angespannt. Weiterhin beliebt waren im Gegensatz dazu die japanischen Sexploitationfilme, die Pinku eiga. Diese wurden bis etwa 1970 überwiegend von kleinen Studios mit geringem Budget produziert. 
Zu Beginn der 1970er-Jahre entdeckten die großen Studios diesen Markt. Während Nikkatsu die Reihe Roman Porno ins Leben rief, bei welcher der wesentliche Unterschied zum klassischen Pinku eiga der 1960er-Jahre das höhere Budget war, positionierte sich Tōei mit den Pinky-Violence-Filmen zwischen Actionfilm und Pinku eiga. Der erste Pinky-Violence-Film war Zubekō Banchō: Yume wa Yoru Hiraku, der 1970 erschien. Regie führte Kazuhiko Yamaguchi, die Hauptrolle spielte Reiko Oshida.

## Merkmale
Pinky-Violence-Filme sind Actionfilme mit weiblichen Protagonisten. In vielen Filmen, so auch in der Reihe Zubekō Banchō (ずべ公番長, „weiblicher Jugendbandenboss“), handelt es sich um kriminelle Jugendbanden. Eine Ausnahme ist Der Tiger von Osaka, in dem die Protagonistin auf der Seite des Gesetzes steht. Im Unterschied zum Pinku eiga werden die Protagonisten nicht ausschließlich als Opfer von Gewalt dargestellt, sondern wenden selber Gewalt an. Häufige Motive sind Bandenkriege mit Yakuza-Clans und Rache.
Das Darstellen von Geschlechtsverkehr tritt gegenüber den Action-Elementen in den Hintergrund, teilweise gibt es sogar überhaupt keine Sexszenen. Nacktheit ist jedoch ein häufiges Element, auch Fesselungen und Folterungen werden häufig gezeigt.

## Personen
Bedeutende Regisseure des Pinky Violence waren Norifumi Suzuki, Teruo Ishii, Shunya Itō und Yasuharu Hasebe. Die bekanntesten Schauspielerinnen waren Meiko Kaji, Reiko Ike, Miki Sugimoto und Reiko Oshida. 

## Filme
Tōei hat unter anderem folgende Pinky-Violence-Filme produziert:
- Zubekō Banchō: Yume wa Yoru Hiraku (1970) und drei Fortsetzungen mit Reiko Oshida
- Sasori – Scorpion (1971) und drei Fortsetzungen mit Meiko Kaji sowie zwei weitere Fortsetzungen mit anderen Hauptdarstellerinnen
- Kyōfu Joshi Kōkō: Onna Bōryoku Kyōshitsu (1972) und drei Fortsetzungen mit Reiko Ike und Miki Sugimoto (nur erster und zweiter Teil)
- Zenka Onna Karoshi Bushi (1973) mit Reiko Ike und Miki Sugimoto
- Furyō Anegoden: Inoshika Ochō (1973) und Yasagure Anegoden: Sōkatsu Rinchi (1973) mit Reiko Ike
- Der Tiger von Osaka (1974) mit Miki Sugimoto

Von anderen Studios produziert wurden:
- Onna Banchō: Noraneko Rokku (1970) und vier Fortsetzungen von Nikkatsu, darunter Stray Cat Rock: Sex Hunter! (1970). Die Hauptrolle spielte Meiko Kaji, im ersten Teil war Akiko Wada in einer zweiten Hauptrolle zu sehen.
- Konketsuji Rika (1972) und zwei Fortsetzungen von Tōhō mit Rika Aoki in der Hauptrolle.